# Troïtske
Troïtske (ukrainien : Троїцьке ; russe : Троицкое, Troitskoïe) est une commune urbaine de l'oblast de Louhansk, en Ukraine. Elle compte 7 241 habitants en 2021.

## Géographie
Le village se trouve au bord de la rivière Ourazova dans le nord-ouest de l'oblast de Lougansk à 220 km au nord-ouest de Lougansk, à moins de 10 km de la frontière avec la Russie.

## Histoire
Le village est fondé en 1740 sous le nom de Kalinovka. Il porte le nom de Novotroïtskoïe de 1815 à 1897 (du nom de son église dédiée à la Trinité), puis simplement Troïtskoïe. Il passe de la république socialiste fédérative soviétique de Russie à la  république socialiste soviétique d'Ukraine le 16 octobre 1925. Il obtient le statut de commune urbaine en 1957.
Lors de l'invasion de l'Ukraine par la Russie, la république populaire de Lougansk, aidée par les forces russes, s'empare de cette commune le 26 avril 2022.

## Population
- 1989: 8 326 habitants
- 2013: 7 906 habitants
- 2016: 7 700 habitants
- 2021: 7 241 habitants